# Čuši
Čuši is een plaats in de gemeente Poreč in de Kroatische provincie Istrië. De plaats telt 21 inwoners (2001).